# Potres u Srbiji 2010.
Potres u Srbiji 2010. bio je potres magnitude 5,5 koji se dogodio na oko 10 kilometara sjeveroistočno od Kraljeva u Srbiji, 3. studenog 2010. godine, u 01:56:56 sati po lokalnom vremenu. Hipocentar potresa bio je na oko 10 km dubine, potres se osjetio i u istočnome dijelu Hrvatske.
Prema priopćenju Europskog centra, u periodu između 02:11 i 02:45 sati dogodila su se dva manja potresa jačine oko 2,2 stupnja po Richteru.

## Posljedice
Od potresa je u selu Grdica kod Kraljeva poginuo jedan bračni par, kada je na njih pala betonska ploča. Epicentar potresa bio u selima Vitanovac, Vitkovac i Stubal, na putu Kraljevo-Kragujevac. 
Procenjeni intenzitet bio je 7 stupnjeva po Merkalijevoj ljestvici, a intezitet u epicentralnoj zoni koja je u prečniku od 20 kilometara, najvjerojatnije je bio iznad 7 stupnjeva. Poslije glavnog udara, dogodio se po desetak naknadnih potresa za pola sata, od kojih je najjači, u 03:45 sati bio 3,2 stupnja po Merkalijevoj ljestvici.

## Vanjske poveznice
|  | Zajednički poslužitelj ima još gradiva o temi Potres u Srbiji 2010. |